# Könni
Könni är en känd urmakarsläkt från finska Ilmola i Österbotten.
Stamfader är Jaakko Jaakonpoika Ranto (1721-94), som köpte huset Könni 1757 i Peltoniemi by i Ilmola. Hans son Juho Jaakonpoika Könni (1754-1815) tillverkade fickur och skåpur. Hans söner var Jaakko Juhonpoika Könni (1774-1830) och Juho Juhonpoika Könni (1782-1855), som var släktens mest berömda urmakare. De utvecklade klockans form; en del klockor hade sju olika visare. De tillverkade även stora tornur. Jaakko Könni färdigställde urverken i Ekenäs och Tavastehus kyrkor samt urverket i Senatshuset (1822), som ännu är i bruk, och Juho Könni färdigställde urverken i Uleåborgs kyrka, Helsingfors domkyrka och Björneborgs rådhus. Jaakko Könnis son Juho Jaakonpoika Könni (1798-1865) utvecklade produktionen av klockor mot fabriksmässighet.
Mot slutet av 1800-talet kunde mästarna i Könni ej längre konkurrera med tyska och schweiziska fabriker. "Mästarna från Könni" var rikskända och legendomspunna.